# Astragalus dipodurus
Astragalus dipodurus es una especie de planta del género Astragalus, de la familia de las leguminosas, orden Fabales.

## Distribución
Astragalus dipodurus se distribuye por Turquía, Siria e Irán.

## Taxonomía
Fue descrita científicamente por Bunge. Fue publicada en Mémoires de l'Academie Imperiale des Sciences de Saint Petersbourg 7, 11(16): 88 (1868).
Sinonimia
- Astragalus dipodura (Bunge) Kuntze
Astragalus oleaefolius dipoduroides Sirj.
Astragalus marashicus (H. Duman & M. Vural) Maassoumi
Astragalus griseosericeus Eig
Astragalus marashica H. Duman & M. Vural
Astragalus griseosericea (Eig) Greuter
Astragalus dipodura (Bunge) D. Podl.